# Magny-en-Bessin
Magny-en-Bessin est une commune française située dans le département du Calvados en région Normandie, peuplée de 160 habitants.

## Géographie
La commune est au cœur du Bessin. Son bourg est à 4 km à l'ouest de Ryes, à 5,5 km au nord-est de Bayeux et à 6 km au sud-ouest d'Arromanches-les-Bains.
| Longues-sur-Mer                       | Longues-sur-Mer, Manvieux | Tracy-sur-Mer |
| Longues-sur-Mer, Saint-Vigor-le-Grand | Magny-en-Bessin           | Ryes          |
| Saint-Vigor-le-Grand                  | Saint-Vigor-le-Grand      | Sommervieu    |

### Hydrographie
La commune est située dans le bassin Seine-Normandie. Elle est drainée par la Gronde, le fossé 01 de la Ferme des Prés et le ruisseau de Fumichon,,.

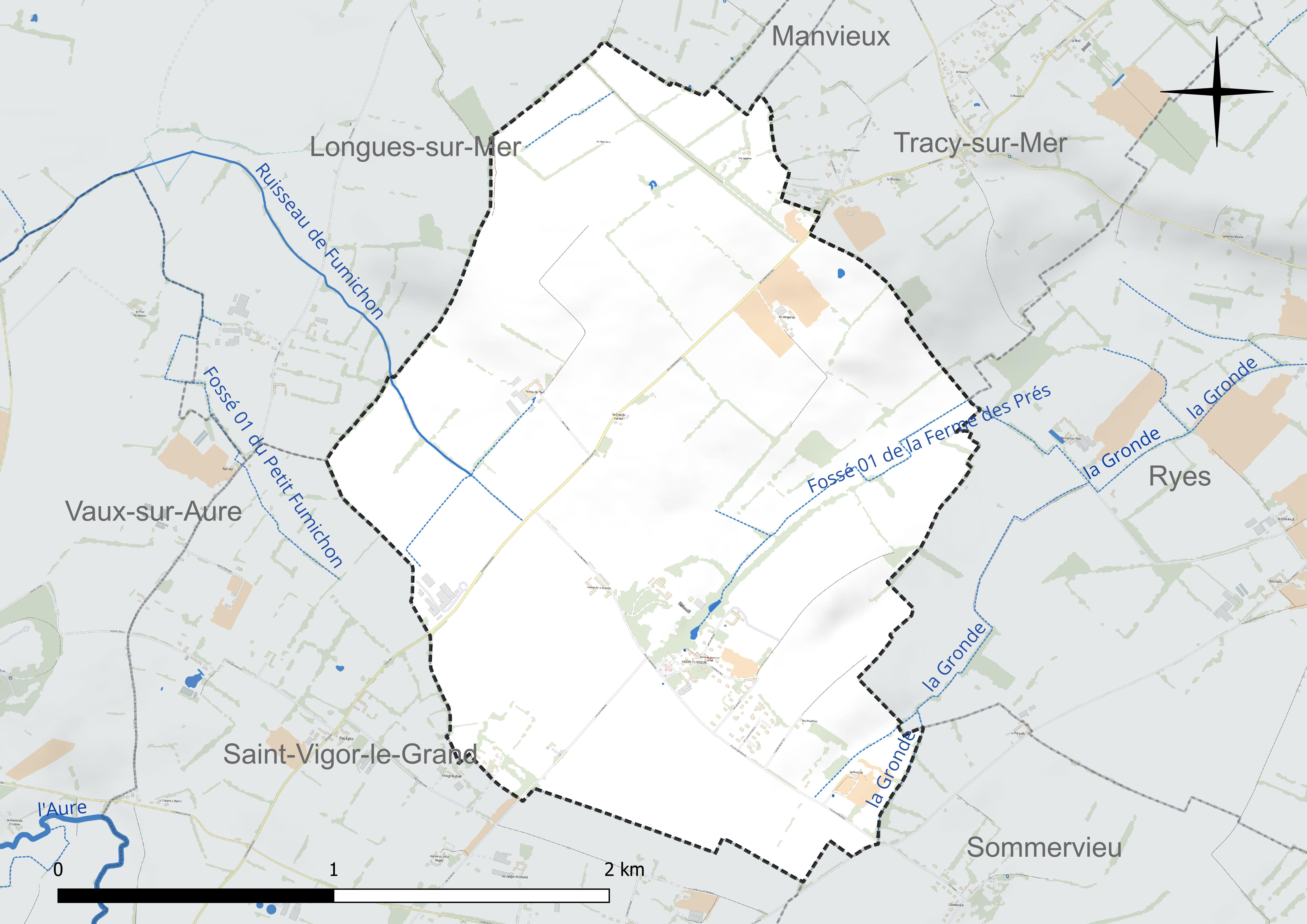
Réseau hydrographique de Magny-en-Bessin.

### Climat
Pour des articles plus généraux, voir Climat de la Normandie et Climat du Calvados.
En 2010, le climat de la commune est de type climat océanique altéré, selon une étude du CNRS s'appuyant sur une série de données couvrant la période 1971-2000. En 2020, Météo-France publie une typologie des climats de la France métropolitaine dans laquelle la commune est exposée à un climat océanique et est dans la région climatique Normandie (Cotentin, Orne), caractérisée par une pluviométrie relativement élevée (850 mm/a) et un été frais (15,5 °C) et venté. Parallèlement le GIEC normand, un groupe régional d'experts sur le climat, différencie quant à lui, dans une étude de 2020, trois grands types de climats pour la région Normandie, nuancés à une échelle plus fine par les facteurs géographiques locaux. La commune est, selon ce zonage, exposée à un « climat des plateaux abrités », correspondant à la plaine agricole de Caen à Falaise, sous le vent des collines de Normandie et proche de la mer, se caractérisant par une pluviométrie et des contraintes thermiques modérées.
Pour la période 1971-2000, la température annuelle moyenne est de 10,9 °C, avec  une amplitude thermique annuelle de 11,4 °C. Le cumul annuel moyen de précipitations est de 764 mm, avec 12,4 jours de précipitations en janvier et 7,8 jours en juillet. Pour la période 1991-2020, la température moyenne annuelle observée sur la station météorologique la plus proche, située sur la commune de Bernières-sur-Mer à 18 km à vol d'oiseau, est de 11,7 °C et le cumul annuel moyen de précipitations est de 695,0 mm,. Pour l'avenir, les paramètres climatiques de la commune estimés pour 2050 selon différents scénarios d'émission de gaz à effet de serre sont consultables sur un site dédié publié par Météo-France en novembre 2022.

## Urbanisme

### Typologie
Au 1er janvier 2024, Magny-en-Bessin est catégorisée commune rurale à habitat dispersé, selon la nouvelle grille communale de densité à 7 niveaux définie par l'Insee en 2022.
Elle est située hors unité urbaine. Par ailleurs la commune fait partie de l'aire d'attraction de Caen, dont elle est une commune de la couronne,. Cette aire, qui regroupe 296 communes, est catégorisée dans les aires de 200 000 à moins de 700 000 habitants,.

### Occupation des sols
L'occupation des sols de la commune, telle qu'elle ressort de la base de données européenne d'occupation biophysique des sols Corine Land Cover (CLC), est marquée par l'importance des territoires agricoles (100 % en 2018), une proportion identique à celle de 1990 (100 %). La répartition détaillée en 2018 est la suivante : 
terres arables (77,8 %), zones agricoles hétérogènes (13,2 %), prairies (9 %). L'évolution de l'occupation des sols de la commune et de ses infrastructures peut être observée sur les différentes représentations cartographiques du territoire : la carte de Cassini (XVIIIe siècle), la carte d'état-major (1820-1866) et les cartes ou photos aériennes de l'IGN pour la période actuelle (1950 à aujourd'hui).

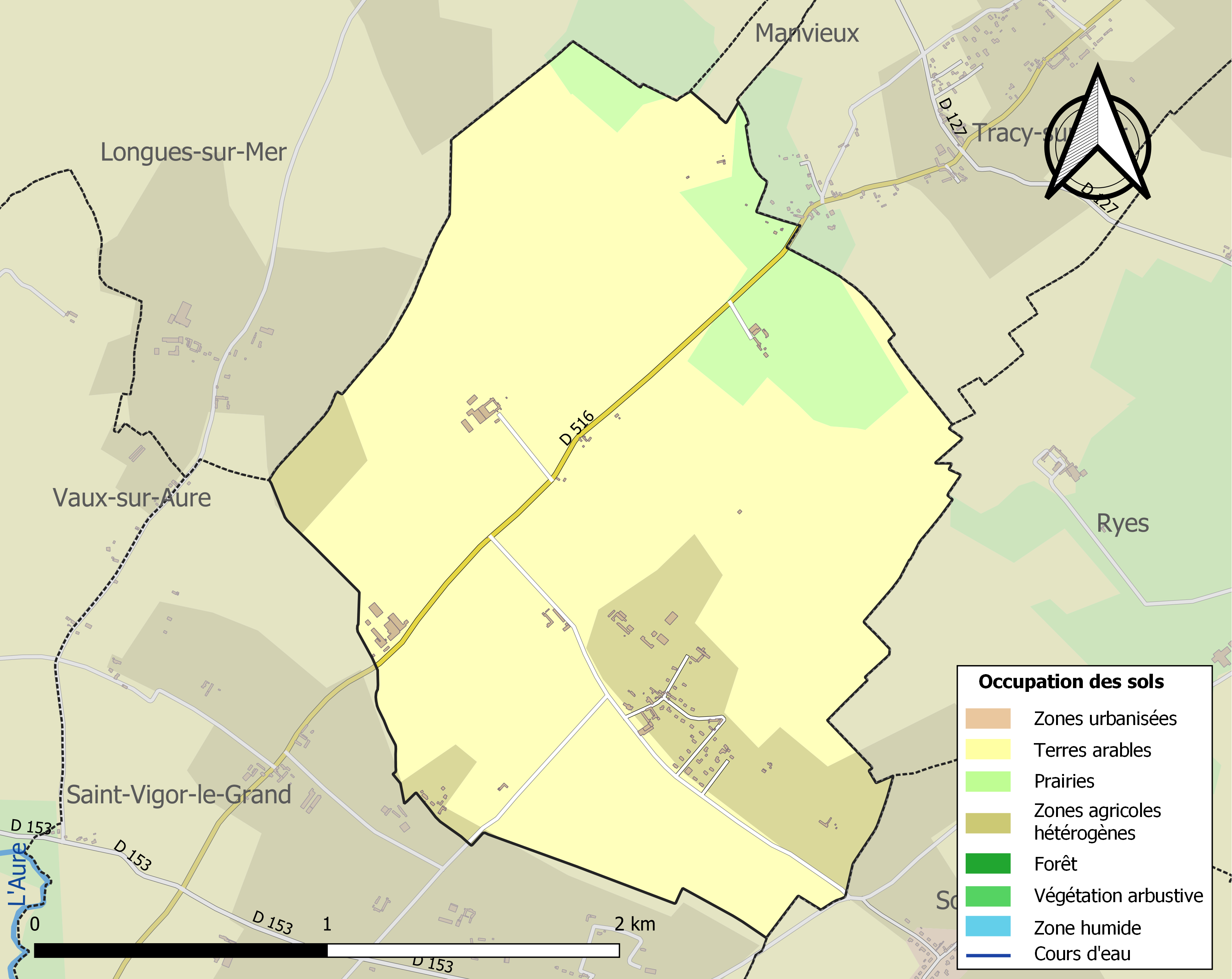
Carte des infrastructures et de l'occupation des sols de la commune en 2018 (CLC).

## Toponymie
Le nom de la localité est attesté sous la forme Magnei en 1035 et 1037. Il serait issu de l'anthroponyme roman Magnius, (latin selon Charles Rostaing et Albert Dauzat).
Le locatif en-Bessin est ajouté en 1971,.
Le gentilé est Magnusiens.

## Histoire
À la création des cantons, Magny est chef-lieu de canton, qui est supprimé lors du redécoupage de l'an IX (1801).

## Politique et administration
| Période                                  | Période   | Identité               | Étiquette | Qualité         |
| ---------------------------------------- | --------- | ---------------------- | --------- | --------------- |
| 1983                                     | 1990      | José van Pamel         |           |                 |
| ?                                        | mars 2001 | Catherine Cappe        |           |                 |
| mars 2001                                | mars 2008 | Marie-Madeleine Thomas | SE        | Cadre comptable |
| mars 2008                                | mars 2014 | Roland Le Monnier      | SE        |                 |
| mars 2014                                | En cours  | André Blet             | SE        | Magasinier      |
| Les données manquantes sont à compléter. |           |                        |           |                 |

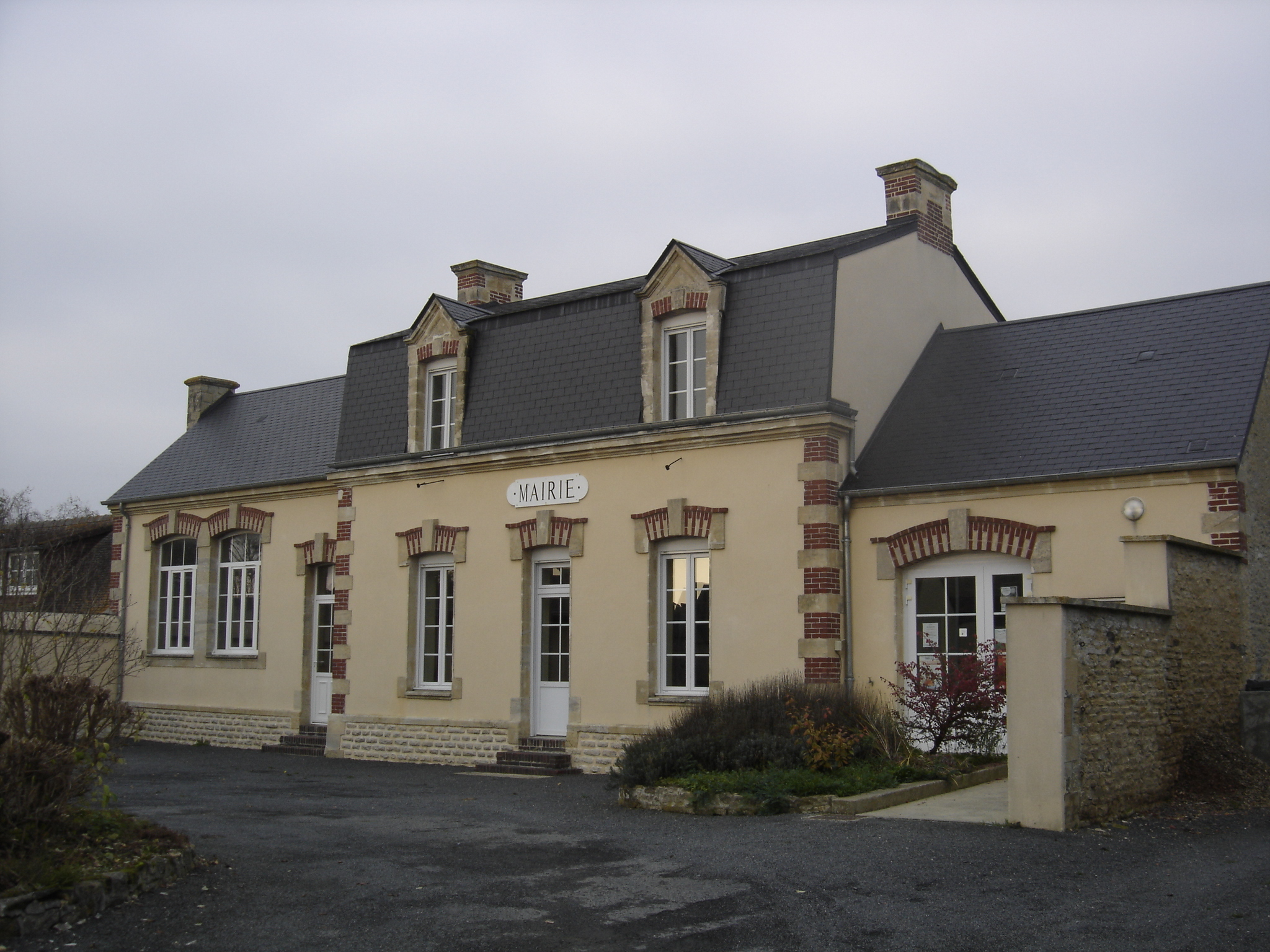
La mairie.

Le conseil municipal est composé de onze membres dont le maire et deux adjoints.

## Démographie
L'évolution du nombre d'habitants est connue à travers les recensements de la population effectués dans la commune depuis 1793. Pour les communes de moins de 10 000 habitants, une enquête de recensement portant sur toute la population est réalisée tous les cinq ans, les populations de référence des années intermédiaires étant quant à elles estimées par interpolation ou extrapolation. Pour la commune, le premier recensement exhaustif entrant dans le cadre du nouveau dispositif a été réalisé en 2008.
En 2022, la commune comptait 160 habitants, en évolution de +0,63 % par rapport à 2016 (Calvados : +1,58 %, France hors Mayotte : +2,11 %).
Au premier recensement républicain, en 1793, Magny comptait 192 habitants, population jamais atteinte depuis.
| 1793 | 1800 | 1806 | 1821 | 1831 | 1836 | 1841 | 1846 | 1851 |
| ---- | ---- | ---- | ---- | ---- | ---- | ---- | ---- | ---- |
| 192  | 145  | 150  | 164  | 163  | 174  | 162  | 171  | 163  |

| 1856 | 1861 | 1866 | 1872 | 1876 | 1881 | 1886 | 1891 | 1896 |
| ---- | ---- | ---- | ---- | ---- | ---- | ---- | ---- | ---- |
| 165  | 179  | 178  | 154  | 150  | 170  | 153  | 141  | 162  |

| 1901 | 1906 | 1911 | 1921 | 1926 | 1931 | 1936 | 1946 | 1954 |
| ---- | ---- | ---- | ---- | ---- | ---- | ---- | ---- | ---- |
| 133  | 122  | 97   | 90   | 101  | 100  | 97   | 88   | 94   |

| 1962 | 1968 | 1975 | 1982 | 1990 | 1999 | 2006 | 2008 | 2013 |
| ---- | ---- | ---- | ---- | ---- | ---- | ---- | ---- | ---- |
| 63   | 69   | 63   | 103  | 126  | 109  | 135  | 142  | 159  |

| 2018 | 2022 | - | - | - | - | - | - | - |
| ---- | ---- | - | - | - | - | - | - | - |
| 152  | 160  | - | - | - | - | - | - | - |

## Lieux et monuments
- Château du XVIIe siècle. Le château de Magny-en-Bessin fut élevé en 1693 (signature du charpentier encore visible sur une poutre maitresse) par Foucault, intendant de Caen (en 1689-1706), puis chef du conseil de la Princesse Palatine, belle-sœur de Louis XIV. Sa façade principale fut orientée pour être dans l'axe exact de la flèche de la cathédrale de Bayeux. Ses cuisines, logées dans un élégant pavillon, sont séparées du corps de logis central, et communiquent avec lui par un souterrain. Le comte de Bonvouloir le vendit en 1946 à un antiquaire qui le dépouilla de tout son décor intérieur. Cet antiquaire le revendit à un industriel belge qui y installa une filature, ce qui acheva sa déchéance. Il est pourtant inscrit au titre des monuments historiques depuis le 13 mai 1946[29]. Il est depuis les années 1950 dans un état d'abandon. Il est partiellement détruit à la suite de deux incendies survenus en 2016[30].
- Église Saint-Malo du XIIIe siècle très remaniée au XIXe siècle. À cette époque furent installés un autel et une chaire à prêcher en pierre.
- Fontaine Saint-Lô, édifiée sur la source de la Gronde.

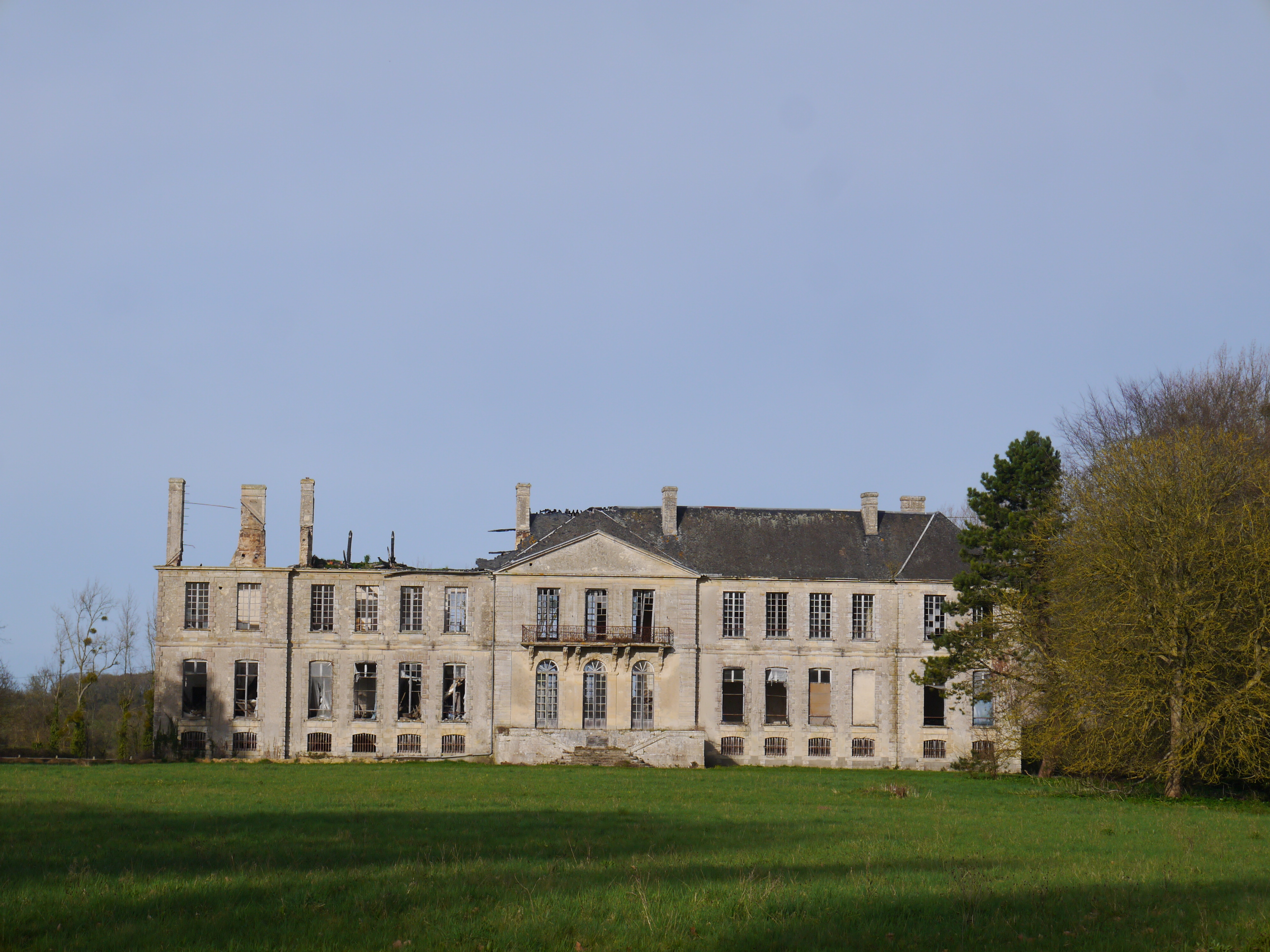
Le château en 2017.
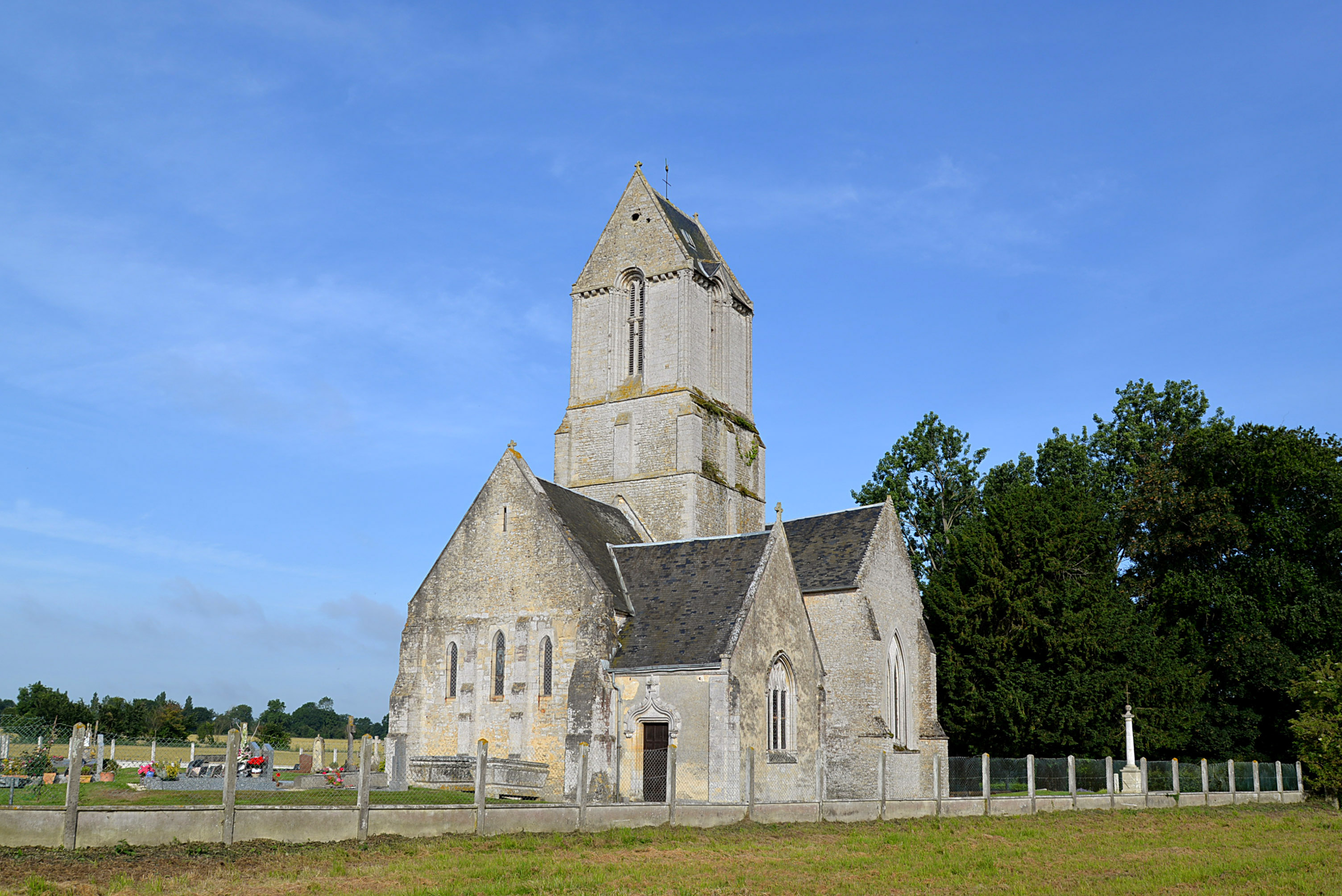
L'église Saint-Malo. Vue nord-est.
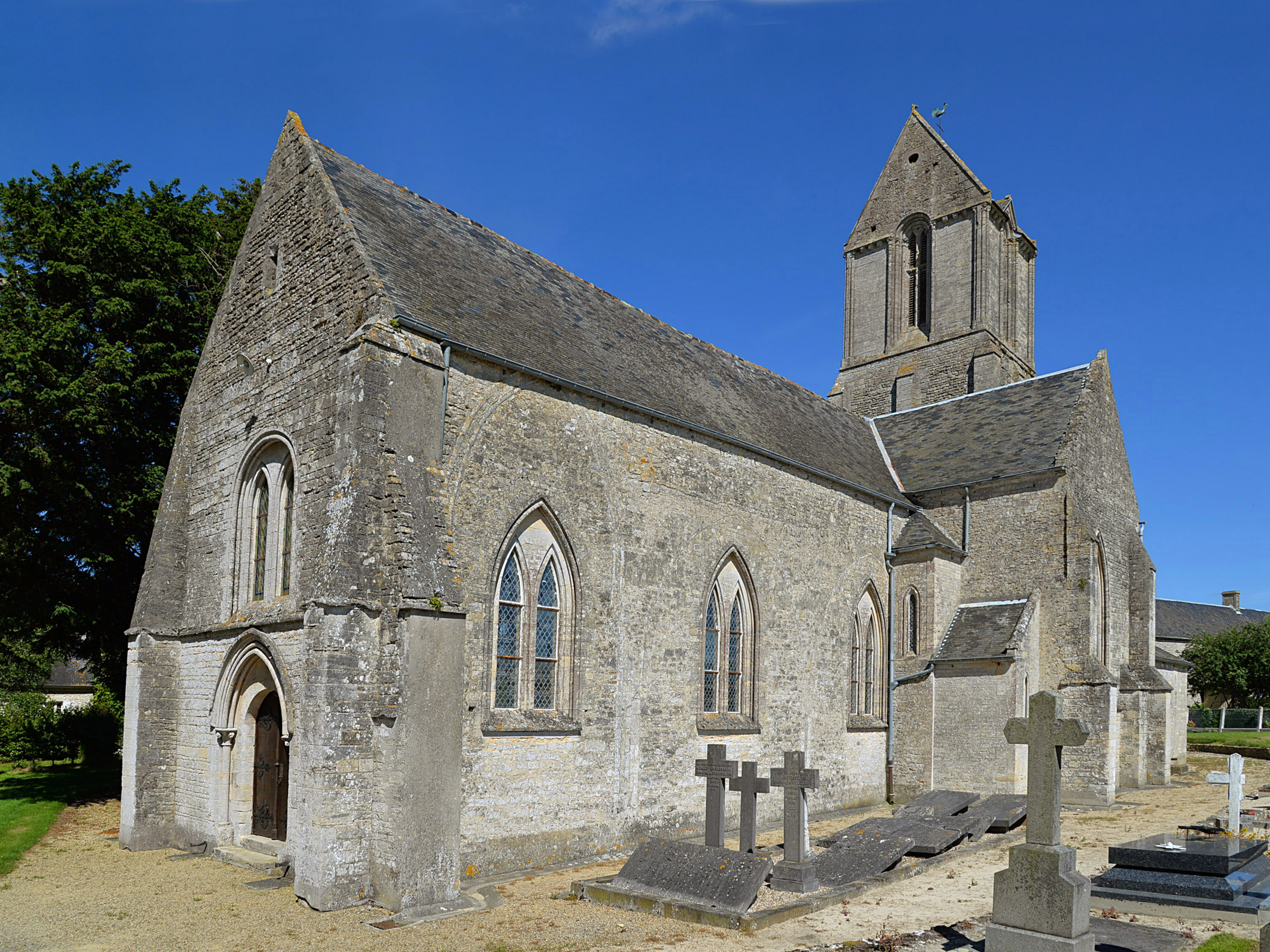
L'église Saint-Malo. Vue sud-ouest.
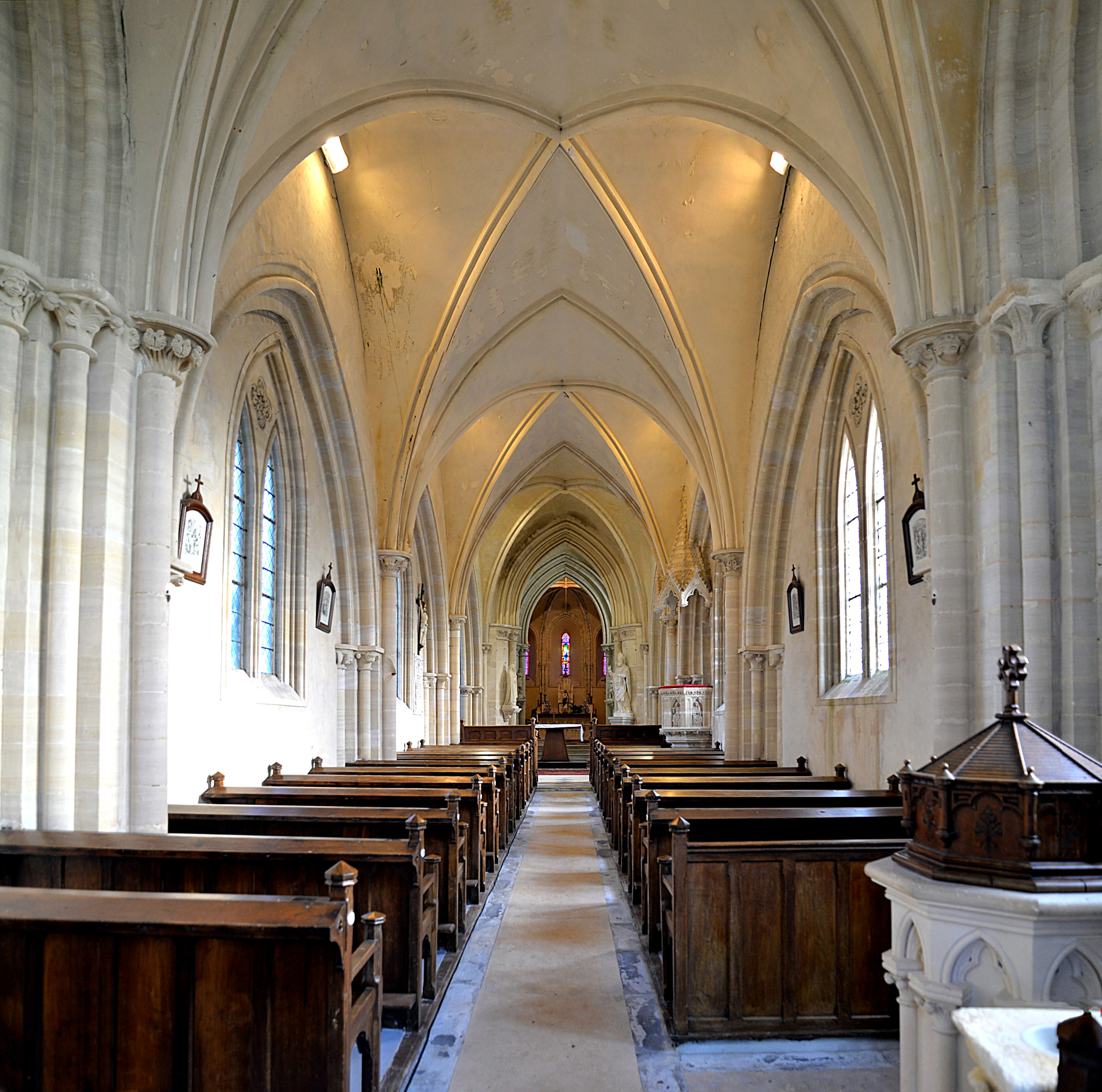
La nef de l'église Saint-Malo.
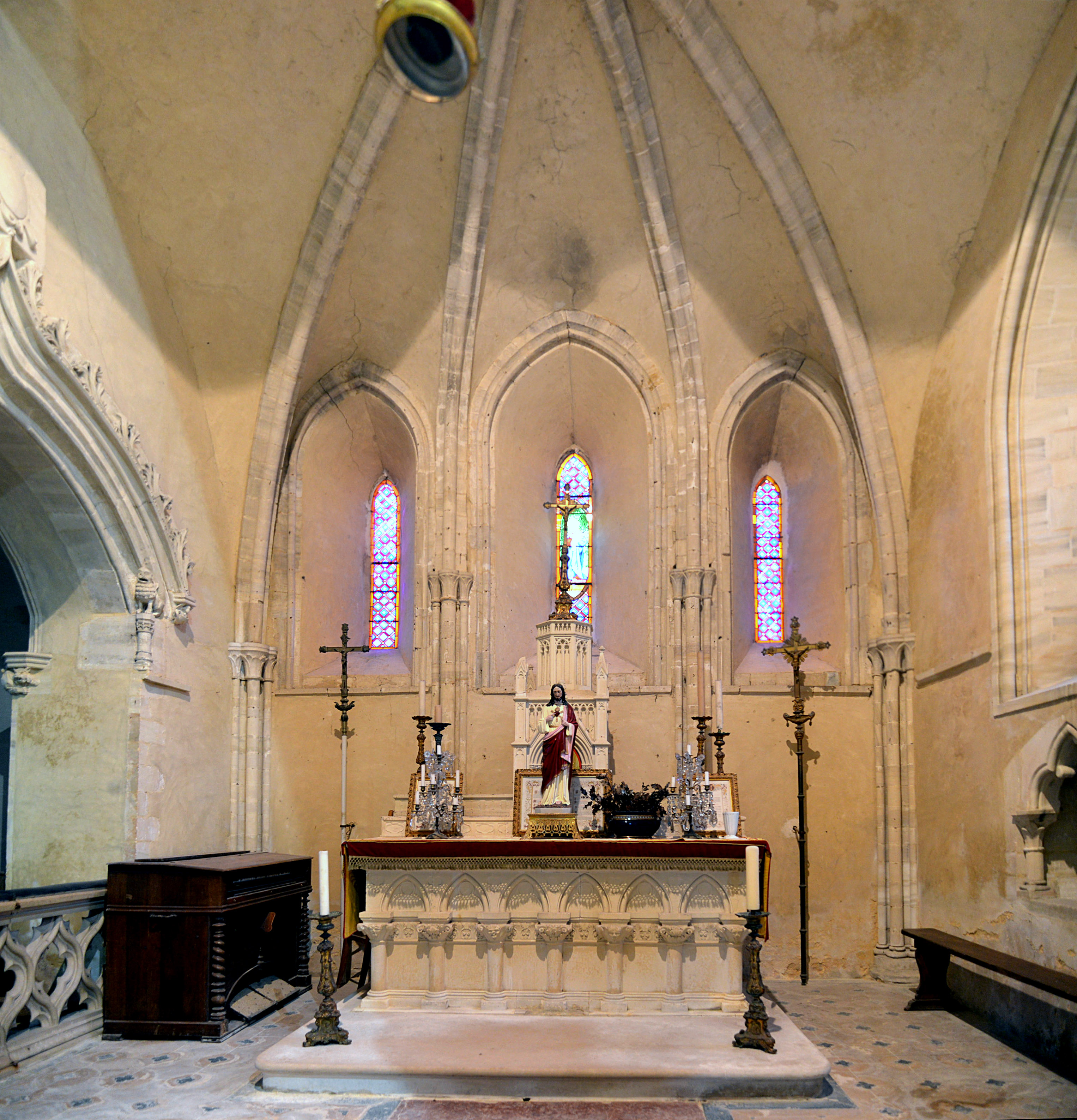
Le maître-autel de l'église Saint-Malo.
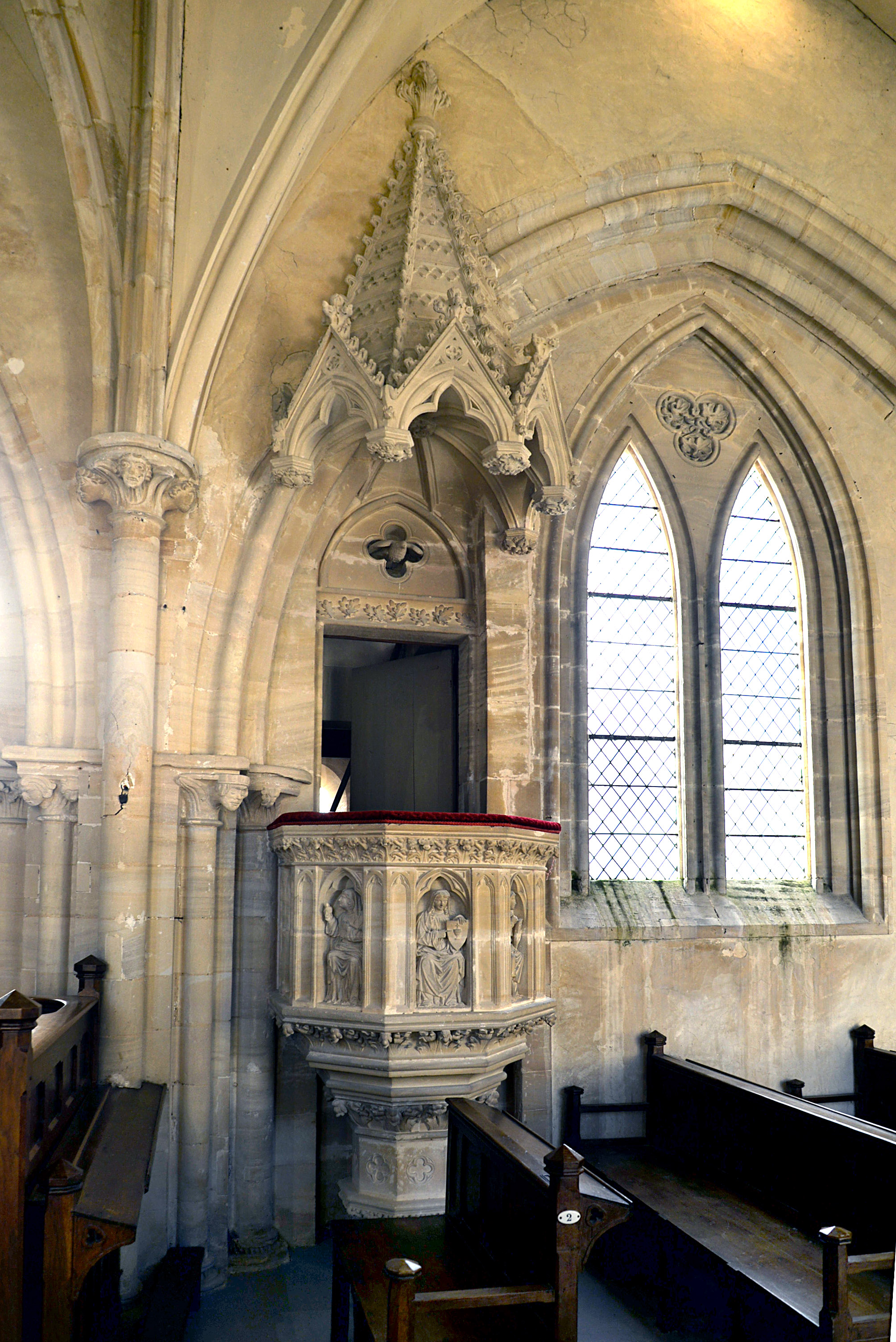
La chaire de l'église Saint-Malo.
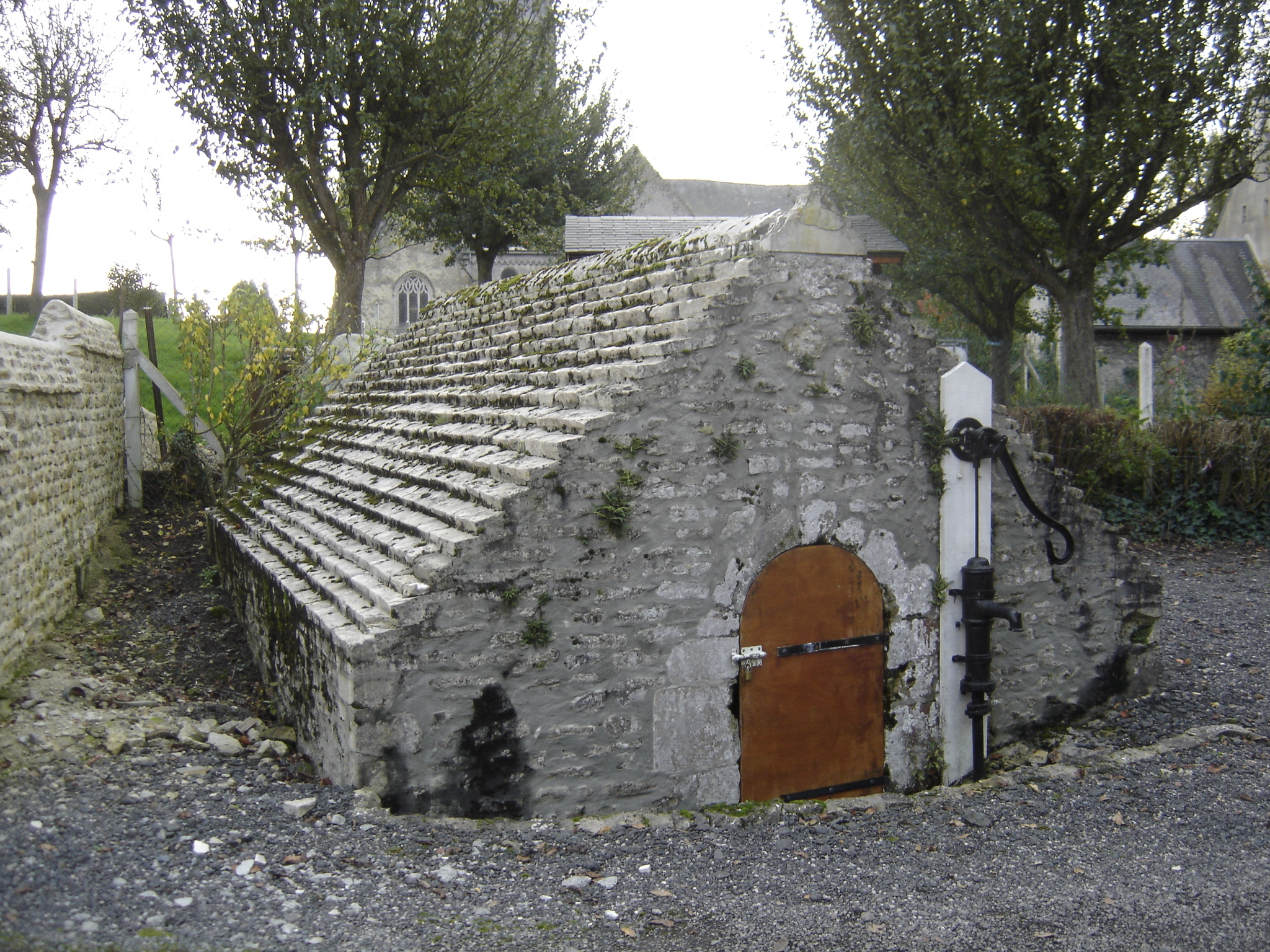
La fontaine Saint-Lô.
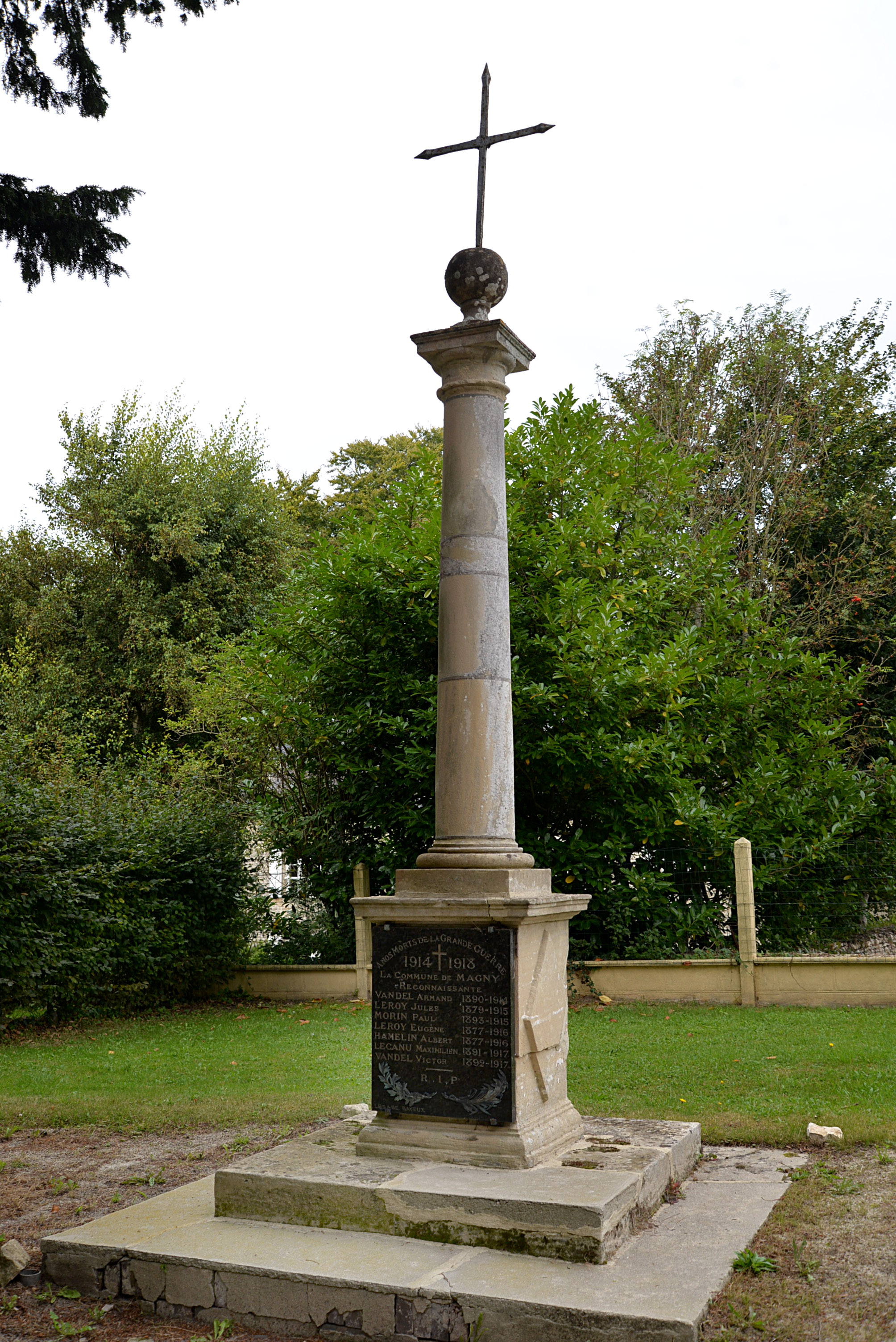
Le monument aux morts.

## Personnalités liées à la commune
- Nicolas-Joseph Foucault (1643-1721), marquis de Magny, administrateur et écrivain.